# Frisell (släkt)
Frisell är ett efternamn som burits av flera svenska släkter, utan genealogiskt samband med varandra.En av dessa härstammar från Frykerud, idag Kils kommun, i Värmland.

## Frykerudsläkten Frisell
Äldste bäraren av namnet, Erik Frisell (1724-1789), var mönsterskrivare vid Närke-Värmlands regemente, son till hemmansägaren Lars Larsson på Fagerås i Frykeruds socken.

### Släktträd i urval
- Erik Frisell (1724–1789), stamfader, två sonsöner och bröder förde namnet vidare
  -     - Erik Frisell (1789–1853), brukspatron på Stömne bruk, Stavnäs, Värmland
      - Fredric Fabian Frisell (1820–1876), grosshandlare och politiker
      - Axel Hjalmar Frisell (1821–1901), brukspatron, Stömne bruk
        - Hjalmar Frisell (1880–1967), kapten och Afrikaskildrare
          - Gunnel Frisell-Hallström (1906–1998), konstnär
          - Ingela Frisell Lind (1943–2021), journalist och konstkritiker
          - Ellika Frisell (född 1953), folkmusiker

      - Henning Frisell (1824–1899), affärsman och företagsledare
        - Erik Frisell (industriman) (1858–1942)
          - döttrar gifta med Gustaf Hellström och Uno Henning

    - Lars Daniel Frisell (1794–1829), klädesfabrikör, Örebro
      -         - Ernst Frisell (1854–1936), överstelöjtnant i Dalregementet
          - Gösta Frisell (1885–1976), direktör för Stora Kopparberg och Jernkontoret

## Andra släkter
- Riksspelmannen Anders Frisell (1870–1944) från Mockfjärd tog själv sitt efternamn.
- En i USA verksam byggnadsingenjör Erik Hjalmar Frisell (1874–1943) tillhörde en släkt från Kroppa socken i Värmland.[1]